# Hexabranchidae
Hexabranchidae zijn een familie van in zee levende naaktslakken.

## Taxonomie
De familie bestaat uit één geslacht, de Hexabranchus Ehrenberg, 1831